# Nephargynnis allyni
Nephargynnis allyni är en fjärilsart som beskrevs av Miller 1972. Nephargynnis allyni ingår i släktet Nephargynnis och familjen praktfjärilar. Inga underarter finns listade i Catalogue of Life.